# Harlington (Bedfordshire)
Pour les articles homonymes, voir Harlington.
Harlington est un village et une paroisse civile du Central Bedfordshire, en Angleterre.